# Сокольники (Вроцлавський повіт)
Сокольники (пол. Sokolniki) — село в Польщі, у гміні Конти-Вроцлавські Вроцлавського повіту Нижньосілезького воєводства.
Населення — 119 осіб (2011).
У 1975-1998 роках село належало до Вроцлавського воєводства.

## Демографія
Демографічна структура станом на 31 березня 2011 року:
|          | Загалом | Допрацездатний вік | Працездатний вік | Постпрацездатний вік |
| -------- | ------- | ------------------ | ---------------- | -------------------- |
| Чоловіки | 65      | 17                 | 40               | 8                    |
| Жінки    | 54      | 9                  | 31               | 14                   |
| Разом    | 119     | 26                 | 71               | 22                   |